# Durchschnitt
Das Wort Durchschnitt hat verschiedene Bedeutungen:
- Im Sinne von Mittelmaß kennzeichnet es allgemein eine mittlere Qualität oder Quantität.[1]
- Mit Durchschnitt kann in der Mathematik und Statistik der Mittelwert gemeint sein, wobei dabei das arithmetische Mittel vom geometrischen Mittel und quadratischen Mittel unterschieden wird.[2]
- In der Mengenlehre wird mit Durchschnitt die Schnittmenge zweier Mengen bezeichnet.[3]
- Durchschnitte in der Kategorientheorie verallgemeinern die Durchschnitte der Mengenlehre.
- Im Rahmen zeichnerischer Darstellungen kann auch eine Schnittdarstellung (kurz Schnitt) gemeint sein.[4] So definierte Johann Georg Sulzer in seiner Allgemeinen Theorie der Schönen Künste (1771) als Durchschnitt in der Baukunst:

„Die Zeichnung eines Gebäudes, welche seine innere Beschaffenheit so vorstellt als wenn es nach seiner ganzen Länge oder Breite von oben bis unten durchgeschnitten und die vordere Hälfte davon weggenommen wäre.“

- In der Drucktechnik bezeichnet es eine bestimmte Anordnung einzelner wiederholter Druckmotive (der Nutzen) auf einer größeren Druckseite (Druckbogen).
- Es ist eine frühere Bezeichnung des Schnittwerkzeugs zur Herstellung von Münzrohlingen (siehe z. B. Münzstätte Weimar).

## Etymologie
Das Wort Durchschnitt entstand im 16. Jahrhundert durch Substantivierung des Verbs durchschneiden. Es wurde zunächst im Sinne von „Durchschneiden (zweier Linien)“, „Durchmesser“ verwendet. Seit dem 17. Jahrhundert wird darunter auch die zeichnerische Darstellung eines durchschnittenen Körpers, die Schnittdarstellung, verstanden. Im 18. Jahrhundert kam es innerhalb der Arithmetik zu einer Übertragung der Bedeutung auf den Mittelwert, als gemittelte Größe mehrerer Werte. In diesem Zusammenhang steht auch die Entstehung des Adjektivs durchschnittlich, oft mit der leicht negativen Nebenbedeutung als nur durchschnittlich.